# Лешерн фон Герцфельд, Александр Александрович
Александр Александрович Лешерн фон Герцфельд (1841, Новгородская губерния — 1915, Нижний Новгород) — русский инженер путей сообщения, организатор строительства и эксплуатации железных дорог, предприниматель.
Родной брат Софьи Александровны Лешерн фон Герцфельд.

## Биография
Родился в Новгородской губернии 5 (17) января 1841 года в семье генерал-майора Александра Карловича Лешерн фон Герцфельда (1804—1872) и его супруги Натальи Алексеевны (1817—1895). Представители старинного дворянского рода, восходящего к шведскому офицеру Лешерну фон Герцфельду (Löschern v. Herzfeld) пленённому русскими в ходе Северной войны и взятому на службу российским императором Петром I, с 1760 года стали дворянами Эстляндской губернии. В семье были также две сестры и брат: Анна (31.01.1838 — 08.09.1899); Софья (фон Герцфельд; 1842—1898), Фёдор. Родители и сестра Анна были похоронены на кладбище при Краснянской церкви Долговской волости Боровичского уезда Новгородской губернии. 
Получив хорошее домашнее образование, в начале 1860-х годов он поступил в Санкт-Петербургский институт инженеров путей сообщения. После окончания института занимался организацией строительства участка Рязанско-Воронежской железной дороги. С 1869 года служил в ведомстве Министерства путей сообщения Российской империи.
Умер в Нижнем Новгороде 14 (27) ноября 1915 года.

## Предпринимательские и инженерные проекты
- 5 февраля 1892 года с компаньонами написал прошение к правительству с просьбой о даровании концессии на постройку ширококолейной железной дороги от Санкт-Петербурга, через города Вологду и Вятку, до Перми. Прошение было удовлетворено[4].
- В 1898 году направлено предложение на «проведение изыскательских работ по организации железнодорожного сообщения между Петербургом и Ораниенбаумом, Стрельной, Павловском и дер. Большое Виттолово». Проект решено было осуществить за счёт финансовых средств предпринимателей. Многие годы вследствие проволочек с открытием финансирования и организацией акционерного общества реализация проекта не начиналась, и осенью 1907 года А. А. Лешерн фон Герцфельд отозвал свой проект[5].
- В июле 1900 года министру императорского двора был представлен проект, созданный совместно с архитекторами В. И. Чагиным и В. И. Шене, постройки у Биржевого сквера на Васильевском острове здания для проведения концертов, выставок, съездов и т. п. Однако из-за нежелания Морского министерства передать землю Новой Голландии под застройку проект был отклонён[6].
- В 1906 году предлагал провести надземную электрифицированную железную дорогу через центр Санкт-Петербурга[7].

## Семья
Весной 1868 году женился на Марии Павловне Мейнгардт, но брак оказался недолгим — супруги развелись уже в 1871 году. Сын Павел, родившийся в 1870 году, также как отец стал инженером путей сообщения. Внучка, Лидия Павловна, с 1926 года была замужем за Виктором Николаевичем Анфимовым.